# Carl-Gustaf Albemark
Carl-Gustaf Albin Albemark, född 13 juli 1935 i Växjö, är en svensk jurist som var lagman i Östersunds tingsrätt från 1992 till 1999.
Albemark blev juris kandidat vid Lunds universitet 1962 och genomförde tingstjänstgöring i Hässleholm 1962–1964, innan han blev fiskal vid hovrätten över Skåne och Blekinge 1965. Han blev rådman i Jämtbygdens tingsrätt 1972, rådman i Östersunds tingsrätt 1982 och var där lagman från 1992.
Albemark var son till kyrkoherde Carl Albemark och hans maka Margit, folkskollärare, född Laurell. Han var gift från 1965 med Kerstin, född Tideström.